# Blindsight
Blindsight är en ”hård” science fiction-roman av Peter Watts – en av fem som nådde finalen av nomineringar till Hugopriset för bästa roman 2007.
Titeln Blindsight syftar på blindsyn, ett fenomen, där personer inte medvetet kan se en del av sitt synfält, men likväl vid vissa tillfällen uppträder som om de kan se det - besläktat med Antons syndrom. Boken ledande tema är att det inte finns någon inneboende länk mellan intelligens och medvetande. Denna bedrägligt rättframma idé utforskas med hjälp av en modifierad mänsklig besättning och tre grupper utomjordingar, som Watts befolkar sin bok med. Det yttre upplägget är ett verktyg för bokens verkliga ändamål - att diskutera medvetandefilosofi och Watts egna teorier om intelligensens natur.
Schrödingers katt, Det kinesiska rummet och biologiska företräden hos Homo Sapiens Whedonum är andra företeelser som Watts ger ny dimension åt.

## Innehåll
Till det yttre är ett främmande stort föremål på ingång mot Jorden, vilket ger associationer till Arthur C. Clarkes Möte med Rama.
Blindsight berättar om en grupp, för uppgiften radikalt modifierade mänskliga utforskare med lätt vampyrinspirerad sömnfunktion och deras vampyr-befälhavare, på väg till Oorts moln i rymdfarkosten Theseus för att genskjuta en vidsträckt främmande kulturprodukt som refererar till sig själv som Rorschach. När Theseus’ besättning först stöter på Rorschachs meddelanden, kan de snabbt sluta sig till att de inte har att göra med ett medvetet sinne. Fortsatt analys leder besättningen till att felaktigt anta att Rorschach är obebodd.  Efter en bedrägligt enkel första omgång verbal kommunikation och en titthålsinspektion genom skalet, bestämmer besättningen sig för att göra ett försök ned till ytan, trots Rorschach's upprepade varningar att låta bli.  Detta drar igång en serie katastrofala beslut, som verkar leda inte bara till en nära utplåning av skeppets besättning utan även en genomgripande förändring av människan som ras.

### Utomjordingarna
Den första främmande arten som diskuteras i Blindsight är Homo Sapiens Whedonum, som Watts fyndigt kallar vampyrerna.  Hans analys av vampyrer är inte bara mycket sansad. Den är även ett signifikant innovativt grepp på en av genrens mest utnyttjade och bekanta figurer.  Här drar Watts fördel av sin bakgrund som biolog, när han försöker ge en realistisk beskrivning av hur Jukka Sarasti, en verklig predator som lever på människor, skulle kunna te sig med uppdrag som befälhavare.
Ett misstag i besättningens uppfattning av medvetande kan anas redan i deras behandling av den andra främmande arten i boken, nämligen skeppets AI.  Theseus är otroligt intelligent, men människorna behandlar den som föga mer än den glorifierade desktopPCn.  Även om hon galant klarar att styra skeppet och sköta hela maskineriet, så ses inte Theseus som en besättningsmedlem.
Den tredje och tydligast främmande arten är Scramblerna.  Helt och hållet sammansatta av flaxande lemmar och öppningar, är Scramblerna så skickliga på att absorbera och bearbeta information att de kan läsa de elektriska impulserna inuti ett mänskligt huvud på avstånd och effektivt gömma sig i våra optiskt blinda fläckar inom sekunder efter att först ha träffat på oss.  Likväl, trots all deras förbluffande mönsterigenkännings- och processförmåga, så saknar de medvetande.

### Besättningen
Siri Keeton är bokens berättande jag och huvudperson.  Han fick halva sin hjärna avlägsnad på grund av sin juvenilt virala epilepsi, som fick hans föräldrar att ersätta den felande våtvaran med en dator i hopp om att ge pojken ett normalt liv.  Siri är otvivelaktigt intelligent, men hans tillstånd har lämnat honom oförmögen att känna empati för andra människor. Han har kompenserat detta med en så överlägsen förmåga att läsa kroppsspråk och dynamiska situationer att han kan överträffa empati. Dessa färdigheter gav Siri jobbet som “syntesist” eller “jargonaut”, en futuristisk variant av reporter. Denne har förmågan att filtrera högnivå-teoretiserande och gruppdynamik och förklara dem för ett mindre kvalificerat forum.  Detta medför att Siri, liksom Scramblers, Theseus och vampyrer, delvis bildar ett "kinesiskt rum". Han är hälften mänsklig och hälften zombie, vilket gör Siri till en djupt konfliktfylld karaktär.
Denna konflikt utforskas genom en serie tillbakablickar, som visar Siri's misslyckade relation med Chelsea.  Chelsea är en futuristisk analog till psykiater, som har färdighet i att skapa lycka genom att direkt dra om sin patients synaptiska signalvägar för att utesluta obehagliga minnen och ta fram de positiva.  När hon sätter igång att arbeta med Siri, avslöjar Chelsea oavsiktligt ett undertyckt minne av Siri's mor som medger att hon låtit infektera sonen med ett retrovirus för att få hans kärlek.
De fyras gäng består av fyra ytterligare medvetanden inom lingvisten Susan James' kropp, vars personlighet har kluvits genom kirurgiska ingrepp. Hennes därmed förmodat förbättrade språkvetenskapliga analysfärdighet visar sig dock helt värdelös för att komma in i huvudet på scramblers.  Om Watts har rätt, så behöver medvetandets hare inte sitta inne i våra huvuden och sköta spakarna. Vad innebär det för ett huvud som innehåller fyra stycken lika meningslösa harar?
Szpindel är vetenskapsmannen som har förhöjt och modifierat sina sinnen, så till den grad att han inte längre känner sin egen hud.  Här är budskapet att Szpindels humanitet och medvetande är utöver vad som krävs.  Han har nått sin nivå av professionell expertis genom att internalisera sin vetenskapliga apparat så att, snarare än att läsa av och tolka vetenskaplig utrustning som en normal människa, är han i stånd att ta åt sig information på ett undermedvetet sätt, inte olikt det som vi gör med synlig strålning och ljud.
Majoren Amanda Bates, representerar i mycket likt Szpindel den utvidgade mänskliga fenotypen.  Bara likt ett spår av mänsklighet som håller tillbaka en armé av drönare, som skulle fungera mycket bättre utan henne, så symbolisesrar Bates inte bara medvetandets poänglöshet gentemot intelligens, utan hon symboliserar även kroppen i darwinistisk mening.  Enligt Richard Dawkins, är människor enbart behållare för sina gener; deras handlingar är helt bestämda av vad som bäst låter deras gener föras vidare.  Den vidgade fenotypen är idén att våra gener kommer att nyttja oss till att modifiera vår miljö för att underlätta reproduktion och överlevnad.  Siri skämtar om att drönarna skulle vara Bates' förlängda fenotyp, men i själva verket är Bates själv densamma. Hennes medvetande är bara en parasit som hänger på, när hennes drönare går till batalj.
Dessutom finns ytterligare en reserv, som befinner sig i frystorkat tillstånd, till dess att någon av de övriga skulle bli permanent opasslig.

## Litterär betydelse och mottagande
Carl Hayes uttalar i sin anmälan för Booklist: "Watts packs in enough tantalizing ideas for a score of novels while spinning new twists on every cutting-edge motif from virtual reality to extraterrestrial biology."
Kirkus Reviews säger i sin recension att: "Watts carries several complications too many, but presents nonetheless a searching, disconcerting, challenging, sometimes piercing inquisition."
Jackie Cassida noterar i sin genomgång för Library Journal att: "Watts continues to challenge readers with his imaginative plots and superb storytelling."
Publishers Weekly anser att: "Watts puts a terrifying and original spin on the familiar alien contact story."